# حرب فرديناند الثالثة
حرب فرديناند الثالثة (بالإسبانية: Tercera guerra Fernandinas)‏ هو النزاع الثالث والأخير من حروب فرديناند بين فرناندو الأول ملك البرتغال وخوان الأول ملك قشتالة بعد وفاة والده عام 1379 حدث الصراع بين الممالك البرتغال وإنجلترا ضد تاج قشتالة، حيث ادعى جون غونت، دوق لانكاستر الأول حقوقه في عرش قشتالة ومرة أخرى وجد حليفه القديمة فرناندو الأول.

## التحالف البرتغالي الإنجليزي
عام 1381، قرر فرديناند الأول ملك البرتغال كسر معاهدة سانتاريم 1373 لمهاجمة مملكة قشتالة مرة أخرى، وبالتالي شرع في الحرب فرديناند الثالثة لهذا، وقع تحالف مع مملكة إنجلترا، وقعت في هذا الوقت من قبل الملك الشاب ريتشارد الثاني ملك إنجلترا.
كان جون غونت، دوق لانكاستر الأول منذ 1371، يدعي العرش القشتالي ورأى في هذه وسيلة لإنفاذ ذريته. في حزيران، أرسل دوق لانكاستر جيش الإنجليزية (يتألف من الرماة الإنجليزية) تحت قيادة إيرل كامبريدج إلى لشبونة لدعم القوات البرتغالية في عملية توغل في الأراضي القشتالية.

## هجوم البرتغالي البحري
لمنع الوحدة الإنجليزية من أن يتم اعتراضها في عرض البحر من قبل البحرية القشتالية، خطط ملك البرتغال هجوم بحرية ضد أسطول القشتالية، الرأسية في إشبيلية. في يوليو 1381، من لشبونة، أسطول البرتغالي تحت قيادة جواو أفونسو تيليس دي منزيس، كونت بارسيلوس ، أبحر نحو مصب نهر الوادي الكبير لمنع مرور الأسطول القشتالية. وفي الوقت نفسه، فإن الأدميرال فرناندو سانشيز دي توفار أبحرت من قاعدته متجهة إلى السواحل البرتغالية. هزم الأسطول البرتغالي بشكل حاسم من قبل أسطول من دون فرناندو سانشيز دي توفار في معركة جزيرة ساليتس، وأسطول القشتالية حصل على السيطرة الكاملة على المحيط الأطلسي  وفي الوقت نفسه، نزلت القوات الإنجليزية في لشبونة من دون أي اعترض ومشكلة.

## السلام 1382
بسبب أنتهاك والهزائم الحرب المستمرة في يد قشتالة، بدأ فرناندو الأول ملك البرتغال إلى إعادة التفكير في السلام مع قشتالة. في عام 1382، قامت قشتالة بقيادة جون الأول ملك قشتالة وأميرال فرناندو سانشيز دي توفار، بهجوم كبير وقوي من قبل البحرية والبرية، وجاء على بوابات لشبونة، مما اضطر أخيرا ملك البرتغال لتوقيع مواثيق السلام بحلول شهر أغسطس، مع خوان الأول بموجب معاهدة إلفاس فيب 1382.

## العواقب الأخيرة

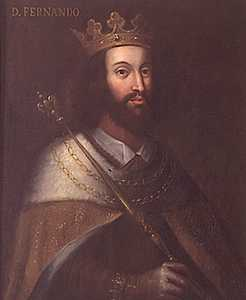
فرناندو الأول ملك البرتغال.

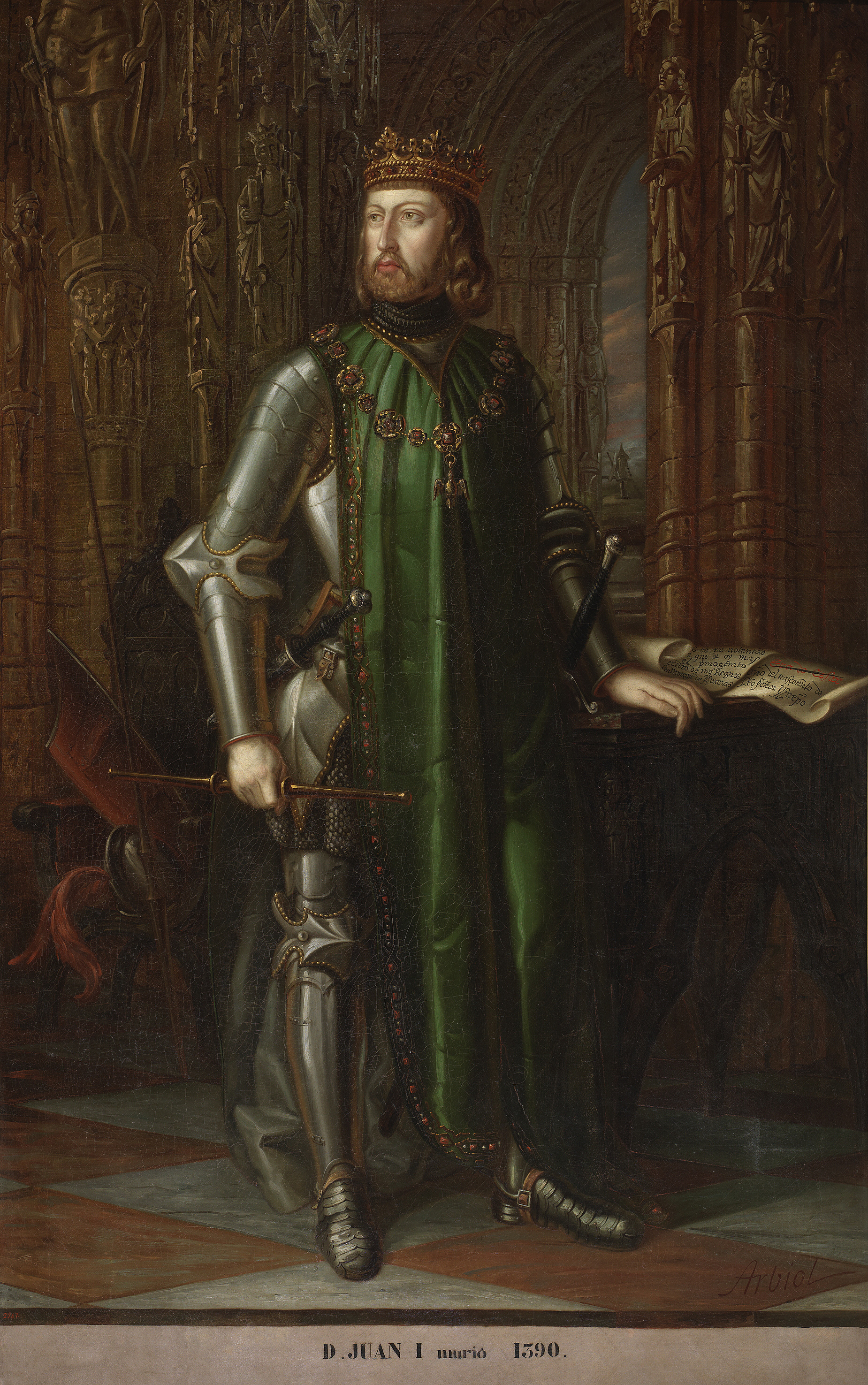
خوان الأول ملك قشتالة.

و قشتالة انتصروا، وحصل تاج قشتالة على التفوق العسكري في المحيط الأطلسي. وبموجب شروط السلام تنص على أن بياتريس من البرتغال، وريثة فرديناند الأول ملك البرتغال، وتزوج خوان الأول ملك قشتالة هذا يعني الأتحاد الفعلي للبرتغال في تاج قشتالة، وأيضا لكن لم هذه المعاهدة رضا من قبل النبلاء البرتغال، وأصبح السبب الرئيسي للمهمة المقبلة أزمة 1383-1385 , وأيضا أصبح الملك من فقدان البرتغال مستقبلياً وفي يوم 22 أكتوبر، توفي الملك فرديناند. وفقا لعقد الزواج، الملكة الأرملة ليونورا تيليس دي مينيزيس تصبح وصية العرش في أسم ابنتها بياتريس وأبنها في القانون خوان الأول ملك قشتالة. كانت هناك المعارضة الدبلوماسية واتخذت تدابير أكثر جذرية في 1384، ببدءا أزمة 1383-1385, واستطعت كسر شوكة القشتاليين وحققت مضمونها بانشاء أسرة جديدة حكم البرتغال لقرن ونصف حيث أصبحت في عهده من أقوى دول العالم.